# Jean-Charles De Bono
Jean-Charles De Bono, né le 12 août 1960 à Bab El-Oued (Algérie), est un joueur de football français. Son poste de prédilection était milieu défensif.

## Biographie
Il fait partie de la bande des "minots" qui fait remonter l'Olympique de Marseille en première division en 1984. Il a d'ailleurs été moteur dans la création du documentaire "les Minots" diffusé sur Canal+, un film de Julien Lafont et du journaliste de Footballclubdemarseille Benjamin Courmes.
Au cours de sa carrière, il dispute 17 matchs en Division 1, 203 matchs en Division 2 et 15 matches de Coupe de France. Il dispute également un match de Ligue des Champions avec les Girondins de Bordeaux en 1985.
Reconverti comme consultant, il était l'un des intervenants phares d'OM TV, la chaîne de l'Olympique de Marseille, jusqu'à sa fermeture le 31 août 2018. Il participait à l'émission mensuelle "Talk-Show" de la chaîne, présentée par Sébastien Pietri avec comme consultant Jean-Marc Ferreri, Éric Di Meco et lui-même. Il co-présentait avec Sébastien Piétri l'émission "OM 360" qui avait pour but de présenter les autres équipes du club (équipe réserve, U19, U17, préformation, équipe féminine). Habitué de l'émission "Veille de Match", Jean-Charles De Bono était chargé de couvrir aussi "Le Direct d'avant-match" et "L'après-match".
Aujourd'hui consultant pour le média Football Club de Marseille, il intervient régulièrement dans le talk-show « Débat Foot Marseille » sur YouTube.

## Clubs
- 1968-1974 :  Cheminots Grande Bastide
- 1974-1980 :  Olympique de Marseille (réserve)
- 1980-1985 :  Olympique de Marseille
- 1985-1987 :  Girondins de Bordeaux
- 1987-1991 :  SC Bastia
- 1991-1992 :  US Endoume
- 1992-1997 :  SO Cassis Carnoux